# The Great Divide (album Scott Stapp)
The Great Divide è il primo album di Scott Stapp da solista, pubblicato nel 2005 dopo lo scioglimento dei Creed. È stato certificato disco di platino nel dicembre 2005.

## Tracce
1. Reach Out – 4:27
2. Fight Song – 4:05
3. Hard Way – 3:42
4. Justify – 5:23
5. Let Me Go – 4:14
6. Surround Me – 4:35
7. The Great Divide – 4:01
8. Sublime – 4:13
9. Tou Will Soar – 3:39
10. Broken – 4:17

## Formazione
- Scott Stapp -Voce, produzione
- Aristides Rincon - chitarra solista
- John Curry - chitarra ritmica
- Mitch Burman - basso
- Mark Archer - batteria

Produzione
- John Kurzweg
- Ron Saint Germain

## Classifiche
| Classifica         | Posizione più alta |
| ------------------ | ------------------ |
| Billboard 200      | 19                 |
| New Zealand Top 40 | 29                 |